# グアテマラ鉄道博物館
グアテマラ鉄道博物館（グアテマラてつどうはくぶつかん、西: Museo del Ferrocarril de Guatemala）は、グアテマラ共和国グアテマラ県グアテマラシティにある鉄道博物館である。当館は以前主要駅があった場所にある。
当館は鉄道に繋がっており、蒸気機関車、ディーゼル機関車、客車、他の鉄道車両およびアイテムなどが展示されている。
また、グアテマラの鉄道における歴史的な開発についての情報もある。

## ギャラリー

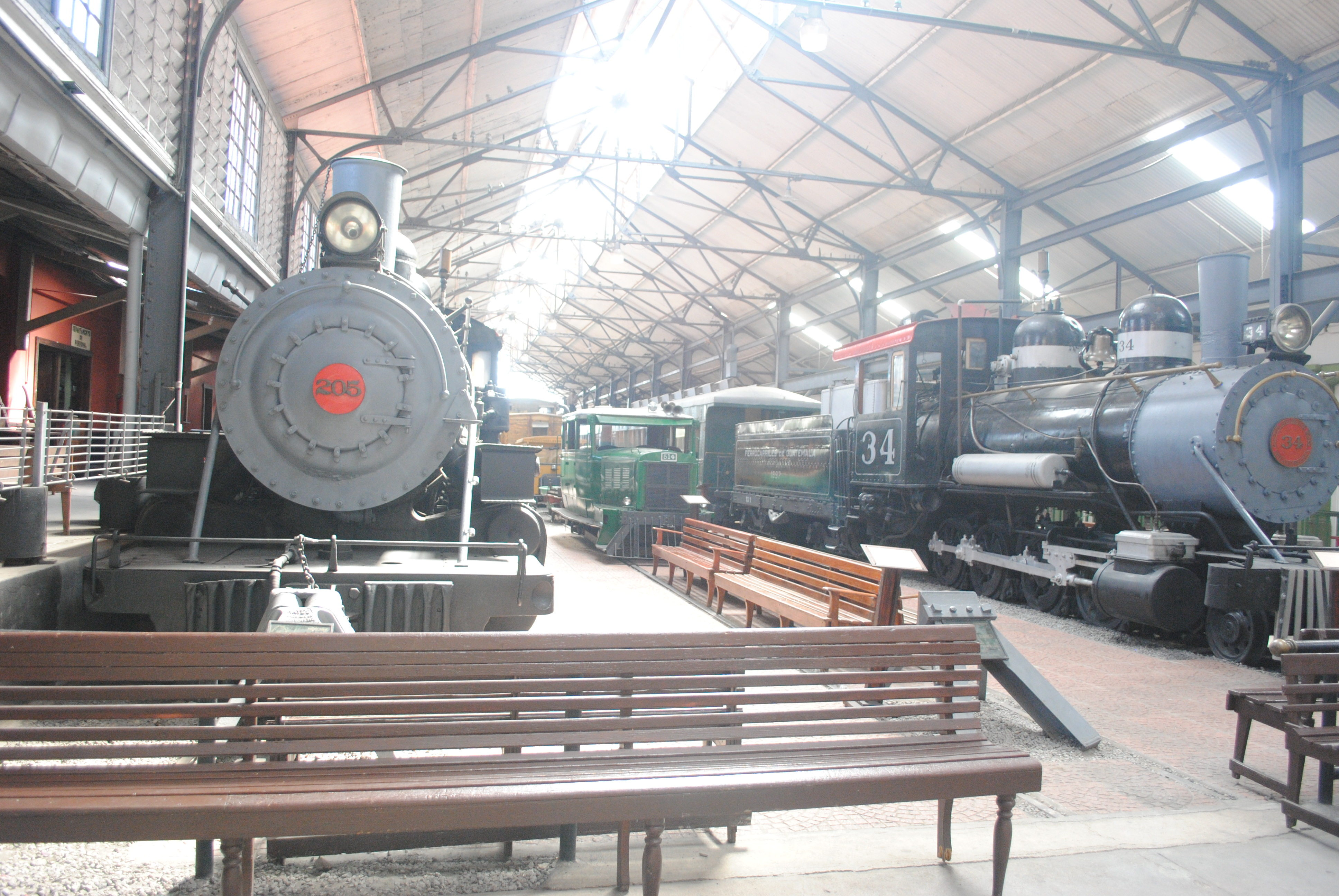
グアテマラ鉄道博物館の内部。
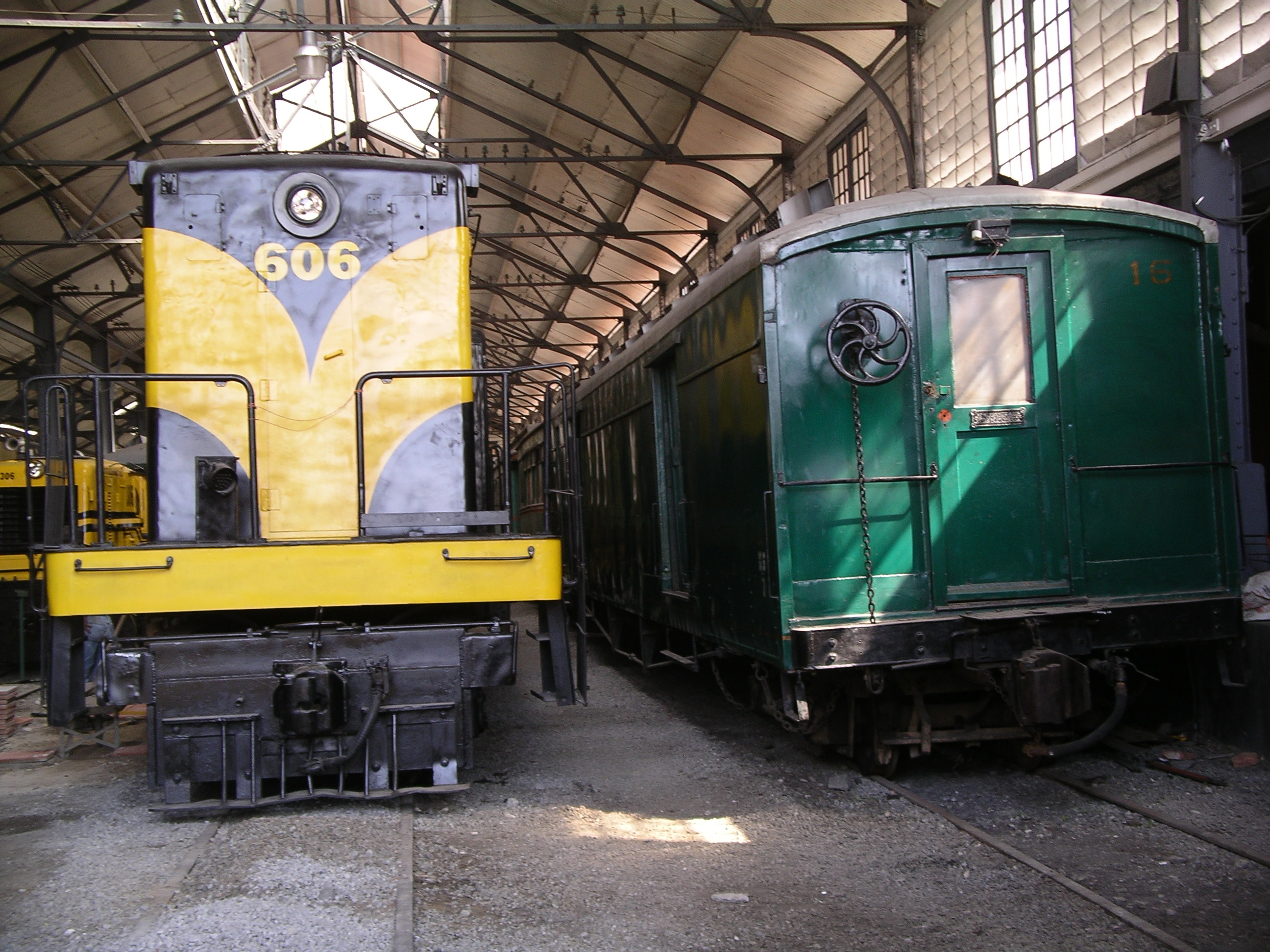
ディーゼル機関車と客車。
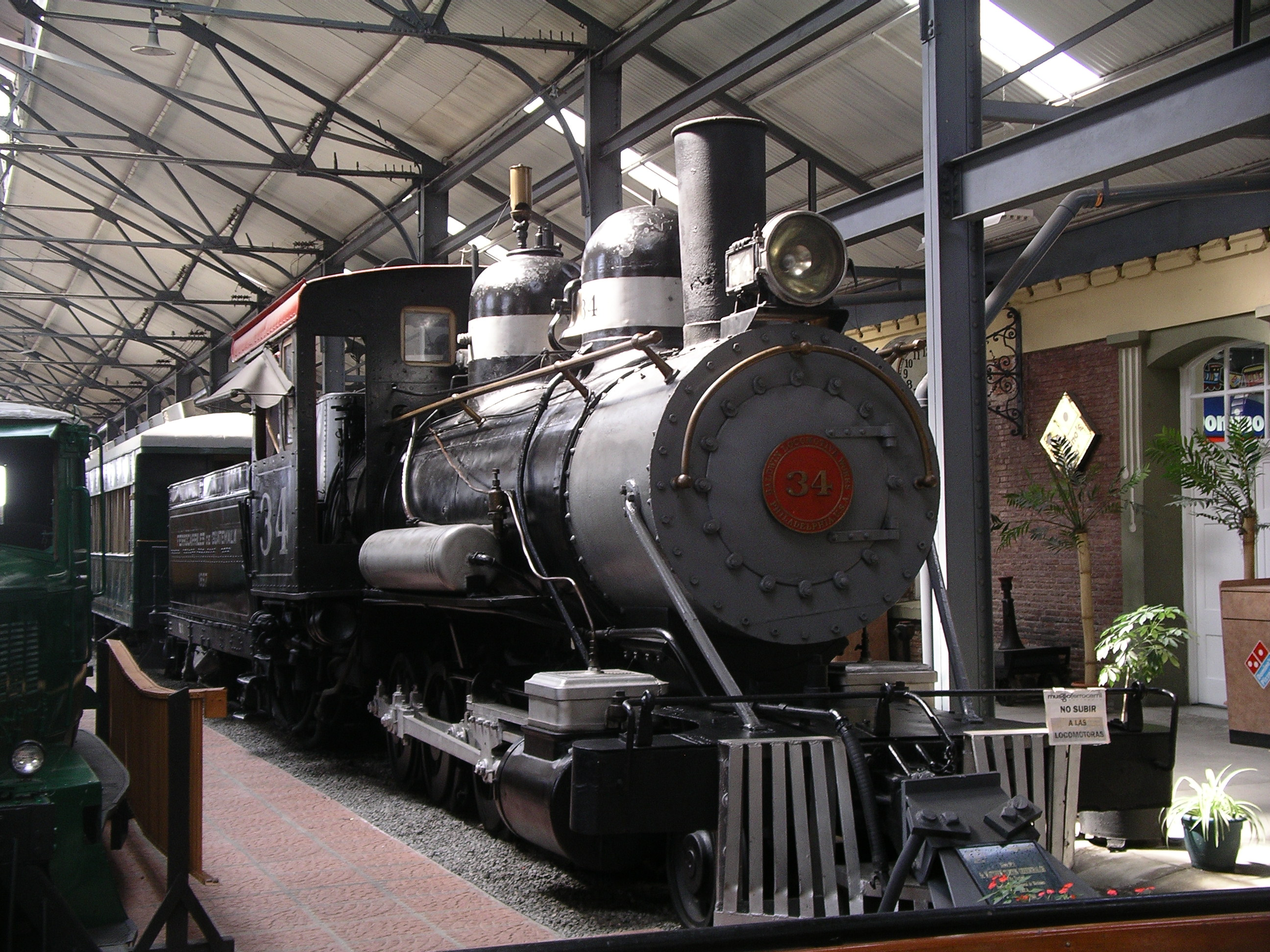
34号蒸気機関車。